# Asamblea Legislativa de Queensland
La Asamblea Legislativa de Queensland es la única cámara del Parlamento unicameral de Queensland establecida al amparo de la Constitución de Queensland. Las elecciones se celebran cada cuatro años y se realizan por voto preferencial pleno. La Asamblea consta de 93 miembros, que utilizan las siglas MP ("miembro del Parlamento") destrás de sus nombres desde 2000; anteriormente se usaban MLA (siglas en inglés indicando ser "miembro de la Asamblea Legislativa").
Hay aproximadamente la misma población en cada distrito electoral de Queensland; sin embargo, ese no ha sido siempre el caso (en particular, un sistema de mal distribuido -no es, estrictamente hablando, un gerrymander- sino uno denominado Bjelkemander que estuvo en vigor durante los años 1970 y 1980). 
La Asamblea se reunió por primera vez en mayo de 1860 y produjo el primer hansard (acta parlamentaria) de Australia en abril de 1864.
Tras el resultado de las elecciones de 2015, las enmiendas exitosas a la ley electoral a principios de 2016 incluyen: agregar cuatro escaños parlamentarios adicionales de 89 a 93, cambiar de voto preferencial opcional a voto preferencial completo, y pasar de términos no fijos de tres años a términos fijos de cuatro años.

## Historia

### 1860-1948
Inicialmente, la Asamblea Legislativa era la cámara baja de un parlamento bicameral influenciado por el sistema de Westminster. La Cámara Alta era el Consejo Legislativo, cuyos miembros eran designados de por vida por el gobierno de turno. La primera sesión, en mayo de 1860, se llevó a cabo en el antiguo cuartel de convictos reformado en Queen Street. Estaba formado por 26 miembros de 16 electorados, casi la mitad de los cuales eran pastores u ocupantes ilegales. Las primeras sesiones trataron temas de tierra, mano de obra, ferrocarriles, obras públicas, inmigración, educación y descubrimientos de oro.
En abril de 1864, se produjo el primer hansard de Australia. Ese año también vio aumentar el número de miembros a 32, y en 1868, cuando ocurrieron más redistribuciones, el número aumentó a 42. A los miembros no se les pagó hasta 1886, excluyendo efectivamente a la clase trabajadora de la política estatal.
La Asamblea fue elegida bajo el sistema 'first-past-the-post' (pluralidad) de 1860 a 1892. Desde entonces hasta 1942 se utilizó una forma inusual de votación preferencial llamada 'voto contingente'. Esto fue introducido por un gobierno conservador para impedir que el emergente Partido Laborista obtuviera escaños con el apoyo de la minoría.
En 1942 se reintrodujo el sistema de pluralidad. El gobierno laborista entonces en el poder había visto disminuir su voto en la década de 1940 y trató de dividir a la oposición. En 1962, fue reemplazado por el voto preferencial completo, ya que los conservadores gobernantes querían aprovechar una división en el laborismo. En 1992, esto se cambió al sistema preferencial opcional que se usó hasta que se restableció la votación preferencial completa en 2016.
Después de 1912, los electorados eligieron a un solo miembro de la Asamblea. En 1922, se abolió el Consejo Legislativo, con la ayuda de miembros conocidos como el "escuadrón suicida", que fueron designados especialmente para votar por la eliminación de la cámara. Esto dejó a Queensland con un parlamento unicameral, actualmente el único estado australiano con este arreglo.

### El "gerrymander" de Queensland 1948-1989
Desde 1948 hasta las reformas que siguieron al final de la era Bjelke-Petersen, Queensland utilizó un sistema de zonificación electoral que fue modificado por el gobierno de turno para maximizar su propio apoyo electoral a expensas de la oposición. Se le ha llamado una forma de gerrymander, sin embargo, se le conoce más exactamente como una mala distribución electoral. En un gerrymander clásico, los límites electorales se trazan para aprovechar los focos conocidos de simpatizantes y para aislar áreas de votantes de la oposición a fin de maximizar el número de escaños para el gobierno para un número determinado de votos y hacer que el apoyo de la oposición se "desperdicie". concentrando a sus seguidores en relativamente menos electorados.
El "gerrymander" de Queensland, introducido por primera vez por el gobierno del Partido Laborista (ALP) de Ned Hanlon en 1949, utilizó una serie de zonas electorales en función de su distancia de Brisbane.
Inicialmente, Queensland se dividió en tres zonas: la zona metropolitana (Brisbane), la zona de ciudades provinciales (que también incluía áreas rurales alrededor de las ciudades provinciales) y la zona rural. Si bien la cantidad de electores en cada escaño en una zona era aproximadamente igual, hubo una variación considerable en la cantidad de electores entre zonas. Así, un electorado en la zona remota puede tener tan solo 5000 electores, mientras que un escaño en la zona metropolitana puede tener hasta 25 000. Usando este sistema, el gobierno laborista pudo maximizar su voto, particularmente en su base de poder de la zona de la ciudad provincial.
Con la escisión del partido a fines de la década de 1950, el ALP perdió el poder y llegó al poder un gobierno de coalición conservador liderado por el Country Party (más tarde National Party) bajo Frank Nicklin, que, como se discutió anteriormente, inicialmente modificó el sistema de votación para introducir preferencias. votando, para aprovechar la división laborista. También separó las ciudades provinciales de su interior. A la zona rural se le sumaron las zonas del interior, donde se crearon nuevas curules del Country Party.
A medida que disminuyeron las divisiones en el ALP a principios de la década de 1970 y crecieron las tensiones en la coalición conservadora (reduciendo así la ventaja que se obtendría con el uso del voto preferencial), el gobierno conservador, ahora dirigido por Joh Bjelke-Petersen, modificó el sistema de zonificación para agregar una cuarta zona, una zona remota, que comprende escaños con aún menos electores. Así, el gobierno conservador pudo aislar el apoyo laborista en las ciudades provinciales y maximizar su propia base de poder rural. En promedio, el Country Party necesitó solo 7.000 votos para ganar un escaño, en comparación con los 12.800 de un escaño laborista típico.
El afianzamiento de un gobierno de coalición también fue causado por cambios socioeconómicos y demográficos asociados con la mecanización de las granjas y la urbanización que llevaron a una deriva de la población de clase trabajadora de los electorados rurales y remotos a las ciudades.
A fines de la década de 1980, el declive de la fortuna política del Partido Nacional, junto con el rápido crecimiento en el sureste de Queensland, hizo que el sistema zonal ya no pudiera garantizar una victoria conservadora.
Además, en 1988 el Gobierno Laborista Federal celebró cuatro referéndums constitucionales, uno de los cuales fue para la adopción de sistemas electorales justos en Australia. Aunque el referéndum no tuvo éxito, aumentó la conciencia pública sobre el tema. Una gran organización no partidista de interés público, Ciudadanos por la Democracia, presionó ampliamente a los partidos Liberal y Laborista para abolir el gerrymander y convertirlo en un tema importante en el período previo a las históricas elecciones de 1989 en Queensland.
A pesar de la mala distribución, los laboristas rara vez pudieron obtener un porcentaje más alto de votos que la Coalición durante la mayor parte de este período.

### 1989-presente
En 1989, los laboristas ganaron el gobierno y prometieron implementar las recomendaciones de la Investigación Fitzgerald sobre la corrupción policial, incluido el establecimiento de una Comisión de Reforma Electoral y Administrativa (EARC). EARC recomendó la abolición del sistema zonal a favor de un sistema "modificado de un voto, un valor". Según esta propuesta, adoptada posteriormente, la mayoría de los electorados constaban de aproximadamente el mismo número de electores, pero con una mayor tolerancia a menos electores permitidos en un número limitado de electorados remotos. Este plan todavía está en uso hoy. En la actualidad, se disputan 42 escaños en Greater Brisbane y 47 en el resto del estado.
La persona más joven jamás elegida para la Asamblea Legislativa de Queensland fue Lawrence Springborg, exministro de Recursos Naturales y líder de la oposición. En 1989 ingresó al parlamento a los 21 años.

## Cámara del Parlamento
La Asamblea Legislativa de Queensland se encuentra en la Cámara del Parlamento en el distrito central de negocios de Brisbane. El edificio se completó en 1891. La cámara de la cámara baja está decorada en verde oscuro al estilo tradicional de Westminster. La cámara alguna vez contó con mesas centrales que dividían dos filas de bancos elevados a cada lado. La sala ahora está configurada en forma de U lejos de la silla del orador con tres filas de bancos que tienen sus propios escritorios y micrófonos.

## Distribución de escaños
Al 26 de octubre de 2024, la composición del Parlamento es:
|  | 41.52 % |

|  | 32.56 % |

|  | 2.44 % |

|  | 9.89 % |

|  | 1.69 % |

|  | 96.10 % |

- Se requieren 47 votos como mayoría para aprobar la legislación.